# Zulfikar
Pour les articles homonymes, voir Zulfikar (homonymie).

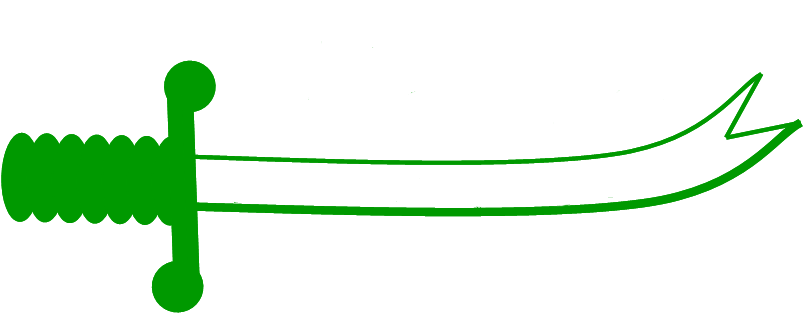
Une représentation symbolique de Zulfikar.

Dhû'l-fiqâr ou plus souvent Zulfikar ou Zulfiqar ([ðuːl-fiqaːr], arabe : ذو الفقار, « celle qui a l'épine ») est l'épée à deux pointes que Mahomet aurait trouvée dans le butin de la bataille de Badr. Mahomet l'aurait donnée à Ali lors de la bataille du Fossé. Zulfikar est  l'un des symboles les plus anciens et les mieux connus de l'islam. Son nom a été traduit de plusieurs façons : « tranchant l'échine », « deux fois prolongée », « deux-pointes », et parfois interprété en « qui distingue le bien du mal. »

## Tradition
Lors de la bataille de Uhud, Ali a brisé son sabre sur le casque d'un adversaire. Mahomet portait à la ceinture deux sabres. Il donna son sabre Zulfikar à son gendre Ali.
Cette phrase :

« Il n'y a pas de héros comme Ali, Il n'y a pas d'épée comme Zulfikar.

(lā fatā ʾillā ʿalī, lā sayf ʾillā ḏū-l-fiqār, لا فتى إلا علي لا سيف إلا ذو الفقار) »

est un slogan chiite courant. Il arrive que l'ordre des deux propositions indépendantes soient inversés.

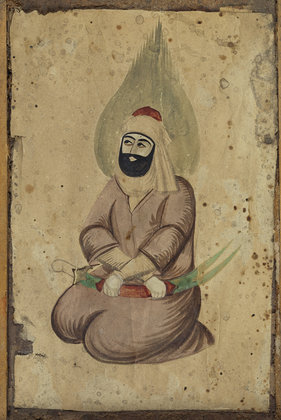
Représentation d'Ali portant le Zulfikar

Zulfikar et ses variantes phonétiques ont donné des prénoms populaires. Par exemple, le président puis Premier ministre de la République islamique du Pakistan de 1971 à 1977 s'appelait Zulfikar Ali Bhutto. En alphabet latin, les variantes incluent Zulfiqar, Thulfiqar, Dhulfaqar, ou encore Zolfaqar.
Pour certains chiites, Zulfikar aurait été remise à Mahomet par l'ange Gabriel avec d'autres symboles de l'imamat. Cette épée est supposée porter l'inscription suivante « ne pas tuer un musulman pour (le meurtre d') un incroyant ». Le jour du jugement dernier, `Ali est supposé brandir cette épée.
Cette épée aurait été en possession du huitième imam chiite duodécimain et alaouite Ali ar-Rida et serait ensuite tombée aux mains des Abbassides. 
Des représentations de Zulfikar se trouvent sur les bannières des Séfévides et des Qadjars en Perse ainsi que sur celles des Ottomans et des Moghols. Néanmoins en Perse le lion, symbolisant Ali sur l'emblème du lion et du soleil, ne porte généralement qu'une épée à simple pointe. 
L'épée d'Ali figurait sur le drapeau des beys de Tunis ainsi que sur celui du dernier bey d'Algérie qui n'est autre que Hadj Ahmed Bey de Constantine. Elle figurait également sur le drapeau du Maroc et était employée comme emblème par les corsaires de Salé.

## Approche philologique
Selon le dictionnaire philologique de Lanes, Faqar peut prendre de nombreux sens, désignant les vertèbres de la colonne vertébrale, trois étoiles de la constellation d'Orion... Ces différentes assertions permettent d'expliquer les différentes traductions et la place données à cette épée.
Selon Christoph Heger, le terme 'l-fiqâ s'inscrit dans un contexte chrétien et évoquerait l'« épée à double tranchant » (Apocalypse 1, 16), qui est la « parole de Dieu ».
« Car la Parole de Dieu est vivante et efficace, et plus pénétrante que nulle épée à deux tranchants »
Cette interprétation explique le sens donné à cette épée « qui distingue le bien du mal. ».

## Exemplaires connus

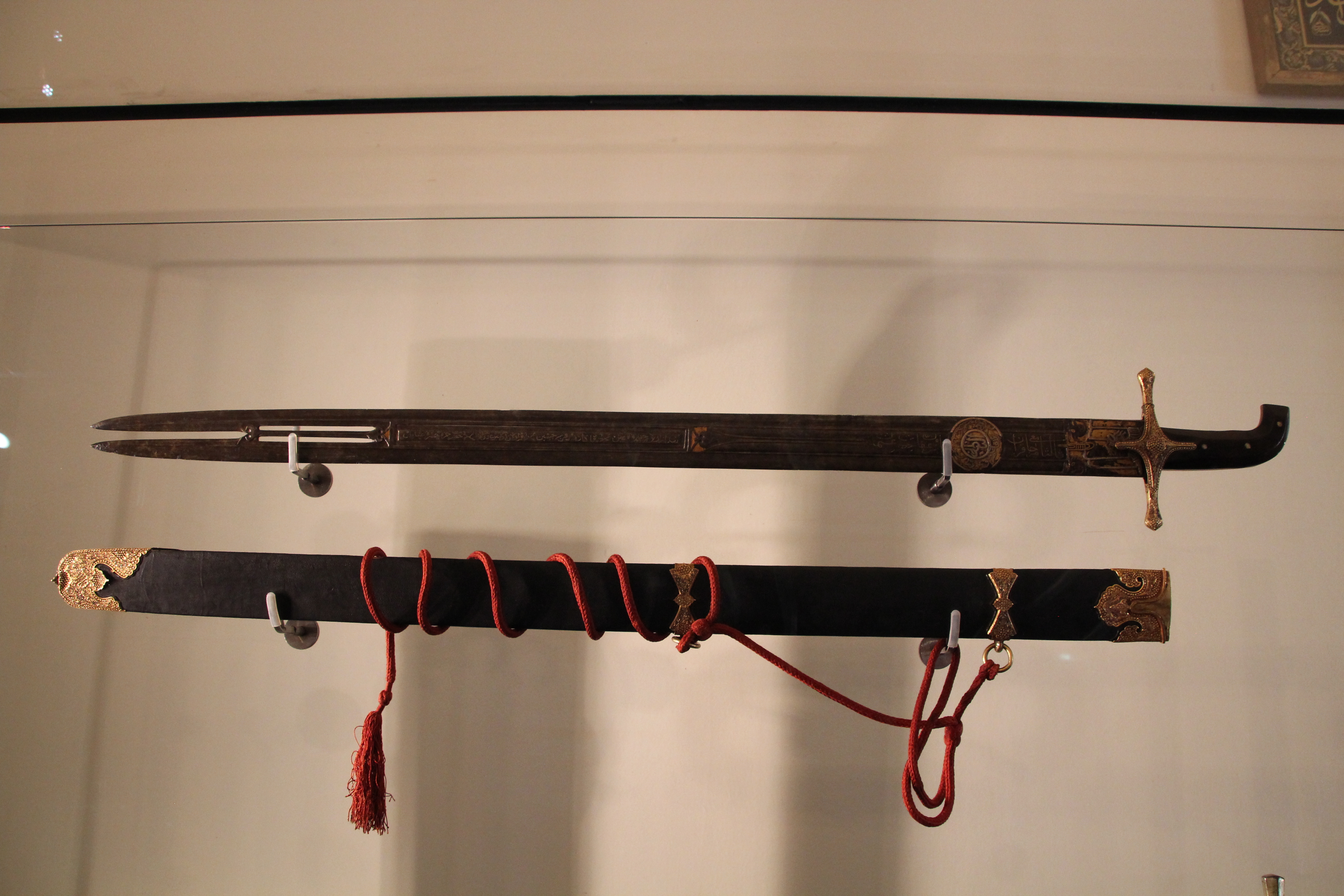
épée du calife Ali exposée au musée de Topkapı

Une épée droite à deux pointes présentée comme celle du calife Ali et datée du 7e siècle est exposée au palais de Topkapı avec une poignée et un fourreau ottomans du 16e siècle.

## Iconographie et folklore

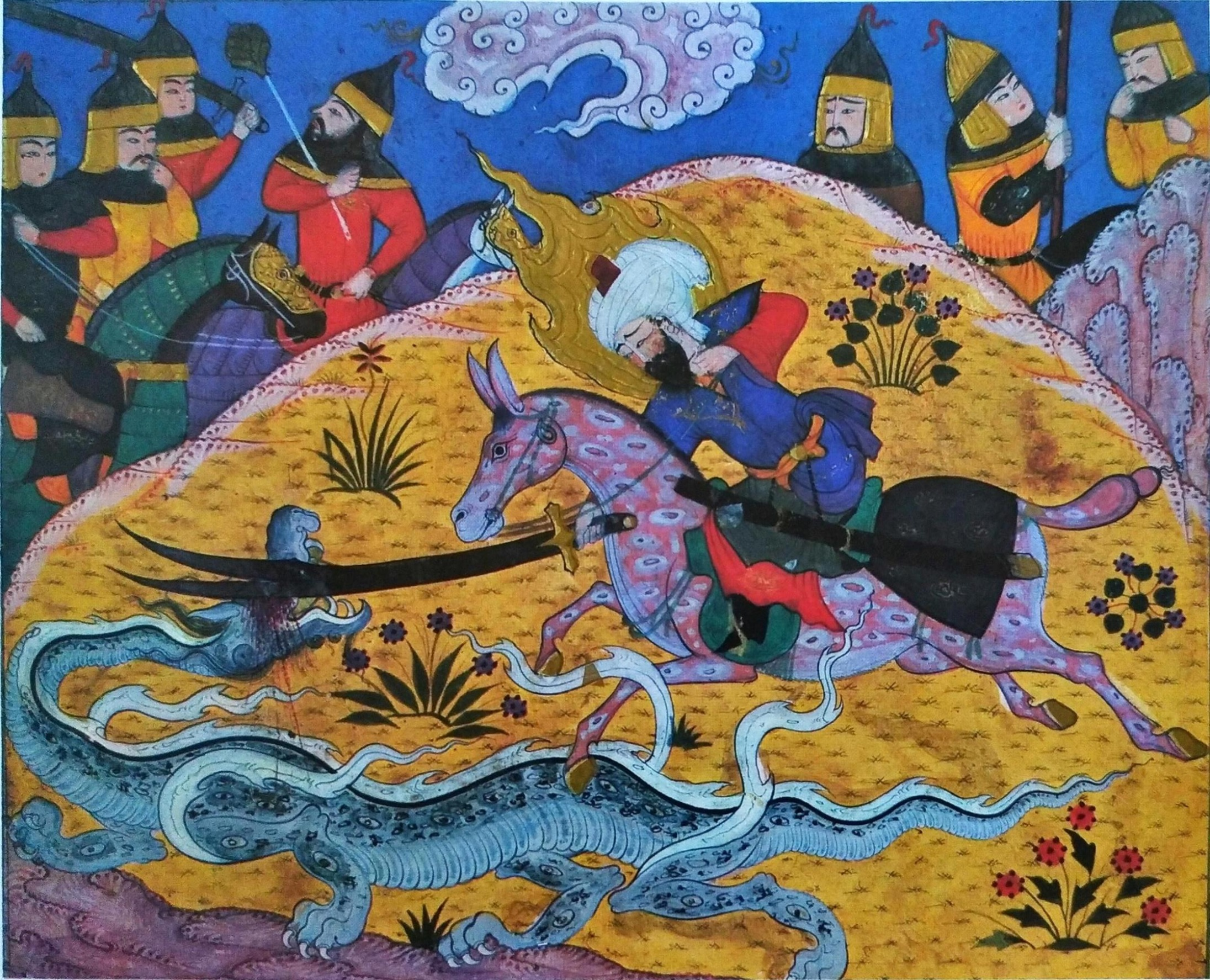
Ali tuant un dragon avec son épée Zulfiqar.

Ali et sa famille étant très populaires, en particulier dans les milieux chiites, les représentations de Zulfikar sont fréquentes, à la fois dans les iconographies populaire et officielle. Chez certains soufis la ligature lām-alef est souvent comparée à Zulficar. Dans l'iconographie populaire turque la lettre yāʾ qui termine le nom d'`Ali est souvent prolongée pour former une épée à deux lames. Dans les miniatures mogholes du XVIIe siècle Zulficar est fréquemment représentée.
Zulficar fait partie du folklore et on lui attribue des propriétés magiques. Dès la période fatimide, des légendes se sont répandues sur son origine miraculeuse, et sur l'efficacité de ses deux pointes pour se protéger du mauvais œil. Plusieurs montagnes sont réputées avoir été découpées par l'épée d'`Ali et certaines portent le nom de Zulficar.
Archibald Sayce, grammairien britannique, publia en 1920 un article dans Folk-Lore: A Quarterly Review, où il consigne plusieurs histoires issues du folklore du Caire et de Haute-Égypte. Il y narre une histoire que G. D. Hornblower (George Davis Hornblower ?) tenait d'un indigène. Selon ce dernier, Ali possédait une épée appelée Zul-fiqar (« De l’os du cou »). Sur le point de mourir, il avait ordonné à l’un de ses capitaines de la jeter à la mer. Trois fois ce dernier revint le voir, prétendant l’avoir fait. Mais quand Ali lui demanda ce qui s’était passé, il n’avait rien à raconter. Alors Ali, le réprimandant, lui ordonna de la jeter avant qu’il ne soit trop tard. Le capitaine le fit ; et comme l'objet tombait dans la mer, une voix cria : « Tout va bien ». Sayne note le parrallèle avec l’histoire similaire d’Excalibur, que le roi Arthur ordonna à son chevalier Bédivère de jeter dans un lac. Il se demande comment elle a migré vers un village égyptien. Il suppose qu’elle a été introduit par un touriste anglais, qui a voyagé dans le pays après la publication du poème Morte d’Arthur d'Alfred Tennyson (en 1843).